# Krasnyj Sulin
Krasnyj Sulin (ros. Красный Сулин) – miasto w Rosji, w obwodzie rostowskim, w Donieckim Zagłębiu Węglowym, nad rzeką Kundriuczją, prawym dopływem Dońca, siedziba administracyjna rejonu krasnosulinskiego. Liczba mieszkańców w 2014 roku wynosiła ok. 39,5 tys.
Do 1926 miejscowość nosiła nazwę Sulin. Od 1927 z prawami miejskimi.
W latach 1897–1905 i 1908–1911 mieszkał tu Stanisław Kosior.